# Aloxiprin
Aloxiprin (o acetilsalicilato de aluminio) es un medicamento utilizado en el tratamiento del dolor y la inflamación asociada con trastornos óseos y de las articulaciones musculares. Se utiliza por sus propiedades como un antiinflamatorio, antipirético y analgésico. Es un compuesto químico de hidróxido de aluminio y aspirina. Es un inhibidor de la agregación plaquetaria.

## Nombres y combinaciones alternativas
- Palaprin Forte.[4]
- Askit- Una combinación en polvo de la aspirina, aloxiprina y cafeína.[5]

## Contraindicaciones
- Las personas alérgicas a los salicilatos.
- Las personas con úlceras gastrointestinales.
- Las personas con daño hepático o renal.
- Las mujeres embarazadas en el 3.er trimestre.
- Las mujeres que están amamantando.
- El uso con otros salicilatos.